# Galium aegeum
Galium aegeum là một loài thực vật có hoa trong họ Thiến thảo. Loài này được (Stoj. & Kitam.) Ancev mô tả khoa học đầu tiên năm 1975.